# Distrito de San Agustín de Cajas
El distrito de San Agustín de Cajas es uno de los veintiocho que conforman la provincia de Huancayo, ubicada en el Departamento de Junín, bajo la administración del Gobierno Regional de Junín, en el Perú. Limita por el norte con el Distrito de San Jerónimo de Tunán: por el este con el Distrito de San Pedro de Saño; por el oeste con el distrito de Orcotuna; y, por el sur con el distrito de El Tambo.
Desde el punto de vista jerárquico de la Iglesia católica forma parte de la arquidiócesis de Huancayo.

## Historia
El distrito fue creado mediante Ley del 20 de marzo de 1940, en el primer gobierno del Presidente Manuel Prado Ugarteche.

## Geografía
El territorio del distrito abarca una superficie de 23,09 km², se encuentra ubicado en pleno Valle del Mantaro y tiene un altitud de 3275 m s. n. m. El distrito de San Agustín de Cajas, es agrícola, comercial y turístico.

## Población migración
El distrito tiene 9900 habitantes de acuerdo con el Censo Nacional IX de Población y IV de Vivienda.

## Clima y agricultura
Su clima es templado, seco con días de intenso calor envuelto con un cielo azul, y contrariamente con noches frías entre los meses de abril a septiembre.
La peculiaridad de sus noches es que se pueden visualizar claramente las estrellas en un cielo despejado.
Las lluvias y granizadas son muy frecuentes.
Con vientos en el mes de agosto, y la época de lluvias es de octubre a marzo, lo cual se aprovecha para la agricultura con sembríos de maíz, papas, frijoles, arvejas, habas, y linaza, así como una variedad de hortalizas, entre otros productos.

## Autoridades

### Municipales
- 2023-2026
  - Alcalde: CARLOS ARTURO ZAVALA ORE.
- 2015-2018[2]
  - Alcalde: Percy Saúl García Romero, Movimiento político regional Perú Libre (PL).
  - Regidores: Albina Cuyotupa Calderón (PL), Dante Cristian Raymundo Véliz (PL), Lenia Masiel Santos Palacios (PL), Jonhson Roberto Campos Espinoza (PL), Wilfredo Serafín Núñez Mallqui (Junín Emprendedores Rumbo al 21).
- 2011-2014[3][4]
  - Alcalde: Edilberto Buendía Solís, Movimiento Bloque Popular Junín (BPJ).
  - Regidores: Carlos Enrique Paredes Montes (BPJ). Willian Antonio Campos Peralta (BPJ). Cristian Armando Ávila Calderón (BPJ). Diana Santos Sánchez (BPJ). Dante Agustín Misayauri Chuquillanqui (Junín Sostenible).
- 2007-2010
  - Alcalde: Teófilo Constantino Baldeón Rojas.

### Policiales
- Comisaría 
  - Comisario: TNTE PNP Dante M. PÉREZ CÁRDENAS

### Religiosas
- Arquidiócesis de Huancayo[5]
  - Arzobispo: Mons. Pedro Barreto Jimeno, SJ.
- Parroquia San Agustín de Hipona[6]
  - Párroco: Pbro. Dante Mendoza Pauta.

## Educación

### Instituciones educativas
I.E. N.º 30238 "Andrés A. Cáceres Dorregaray" del nivel primario con una población estudiantil de 365 alumnos.
Ubicado en la Av. Leoncio Prado N.º 631
Director: Lic. Rolando Teobaldo Cóndor Huaynate

## Economía y turismo
San Agustín de Cajas, un pueblo de la sierra central, situada en la parte del sur Valle del Mantaro, es un ciudad próspera desarrollando sus actividades mayoritariamente al agro, a la artesanía y a la ganadería en general.
Sus principales atractivos turísticos son: el Wajay Rumi, que es una representación de la pasión de Cristo; la octava de Santiago (fiesta patronal) y también posee el parque ecológico Hatun Cajas.

## Festividades
- Abril

```
Semana Santa - Cerro Cruz
```

- Julio

```
Santiago
```

## Personajes

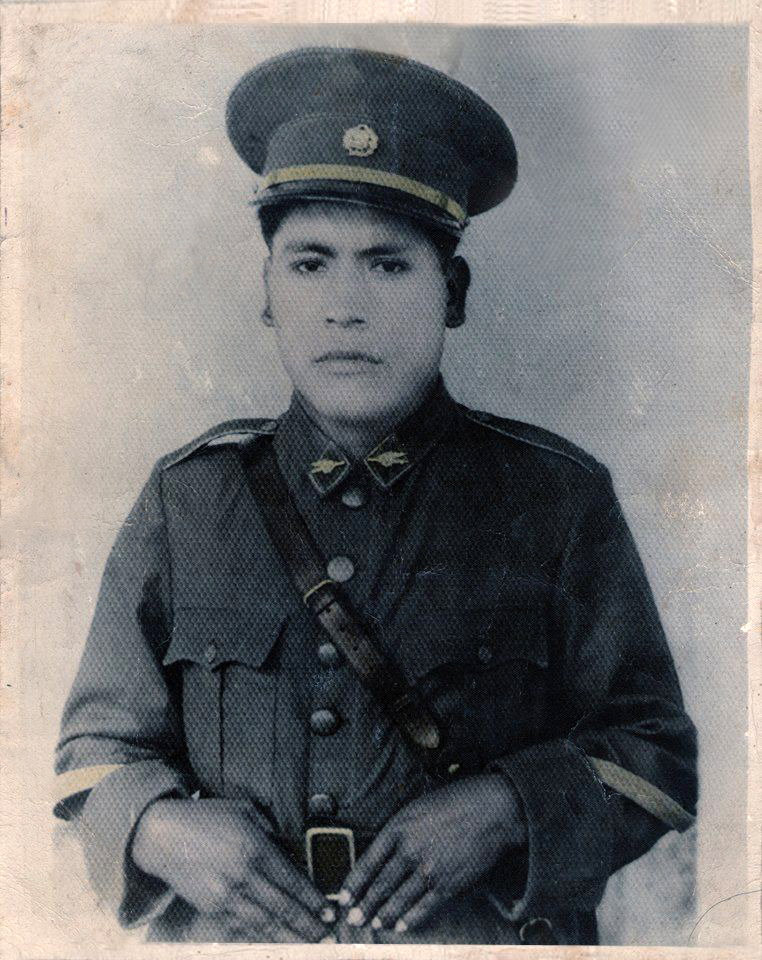
El sargento segundo Calixto Veli Véliz (1919-2009) durante la Guerra entre Ecuador y Perú (1941).

En este distrito vivió Calixto Veli Veliz, uno de los héroes nacionales del Conflicto limítrofe entre Ecuador y Perú (1941).
El sargento segundo Calixto Veli Veliz perteneció al batallón de infantería n.º 3 que estaba acantonado en Huancayo y posteriormente fue movilizado a Lima para zarpar del Callao en dos vapores rumbo al norte, llegando el 22 de julio de 1941 a Talara. Se trasladaron en camiones hasta Tumbes y luego a Papayal el 24 de julio de 1941. Calixto Veli Veliz tenía el grado de soldado y por mérito propio fue ascendiendo a cabo y luego a sargento. Perteneció a la 3.ª Compañía del Batallón de Infantería n.º 3. Sus jefes fueron el capitán Leonidas Gutiérrez, el teniente Remigio Pinedo y el subteniente José Moselli.
El 27 de julio de 1941 atacan las tropas ecuatorianas. Balsalito, la cual estaba defendida por la 3.ª Compañía, donde los oficiales mencionados y tropa defienden la posición entre la tropa estaba presente Calixto Veli Veliz el 30 de julio de 1941 se descubren tropas ecuatorianas en la carretera Balsalito-Arenillas. Se produce un nuevo combate, donde la 3.ª compañía vuelve a participar y dispersar al enemigo. En aquella acción es herido el soldado Tito Mantilla Franco. El 31 de julio de 1941 el batallón de infantería n.º 3 ocupa Chacras.
El sargento segundo Calixto Veli Veliz falleció el 8 de agosto de 2009 (a los 90 años de edad), siendo enterrado con honores militares el 11 de agosto de 2009 en el cementerio municipal de este distrito.